# Akbar Ismatullayev
Akbar Ismatullayev (Tashkent, 10 gennaio 1991) è un calciatore uzbeko, centrocampista svincolato.

## Carriera

### Club
Ha giocato nella prima divisione uzbeka ed in quella thailandese.

### Nazionale
Nel 2012 ha esordito in nazionale.

## Palmarès

### Club

#### Competizioni nazionali
- Coppa dell'Uzbekistan: 1

Paxtakor: 2011
- Campionato uzbeko: 3

Paxtakor: 2012, 2014, 2015